# ラッシュ・ライフ (曲)
「Lush Life」は、2015年6月5日に発売されたスウェーデンの歌手ザラ・ラーソンのシングル。発売元はEpic、Epic。

## チャート成績
スウェーデンでは初週でザラにとって2度目の1位を記録、イギリスでは初のチャートインにもかかわらず、発売から約9か月後の2016年3月24日付のチャートで3位を記録した。その他、オーストラリア、アメリカ、ドイツ、オランダ、スペイン、カナダなどの主要国でもチャートイン。
年間チャートではスウェーデンで11位、デンマークで19位、オランダで27位、ドイツで56位などの記録を打ち立てた。

## ミュージックビデオ
この曲には合計で3種類のミュージックビデオが制作されている。
一つ目のビデオは、モンス・ナイマンが監督を務めたミュージックビデオが2015年7月1日に公開された。2016年4月5日現在、YouTubeで1億1千万回以上の再生回数を記録しており、ザラにとって初めて1億回以上再生されたビデオとなった。
二つ目のビデオは、スウェーデン国外向けに制作された。これは一つ目のバージョンに編集を加えたものであり、これもYouTubeで300万回以上再生されている。
三つ目のビデオは、アメリカでのプロモーション用に制作されたもので、2016年7月に公開された。監督はメアリー・クラルテ。

## タイアップ
この曲がエスティローダーのコスメブランド"クリニーク"のイメージソングとして選ばれると同時に、ザラ自身もイメージキャラクターとしてコマーシャルなどに出演した。

## 収録曲
| 1. Lush Life [3:21] 1. Lush Life [3:21] 2. Lush Life (Alex Adair Remix) [3:34] 1. Lush Life (Alex Adair Remix) [3:34] 2. Lush Life (Zac Samuel Remix) (Extended) [5:17] | 1. Lush Life (Zac Samuel Remix) (Extended) [5:17] 1. Lush Life (featuring Tinie Tempah) [3:20] 2. Lush Life (featuring Tinie Tempah) (Dancehall Remix) [3:23] 1. Lush Life (Acoustic Version) [3:22] |